# Ligue 1 2020-21
La temporada 2020-2021 de Ligue 1 fue la 83.ª edición de la Liga Francesa de fútbol, por razones comerciales llamada Ligue 1 Uber Eats. El torneo fue organizado por la Ligue de Football Professionnel. La temporada comenzó en agosto de 2020 y terminó en mayo de 2021. El Lille Olympique Sporting Club se consagró campeón, acabando con una racha de tres torneos consecutivos ganados por el Paris Saint-Germain.
Los equipos ascendidos de la Ligue 2 fueron el FC Lorient y el Racing Lens.
La LFP, organizadora del torneo, fue demandada ante el Consejo de Estado por terminar anticipadamente el torneo anterior. El 9 de junio de 2020, el juez de procedimientos sumarios del Consejo de Estado, sentenció tres medidas con respecto a esta demanda interpuesta por los clubes Olympique de Lyon, Amiens Sporting Club y Toulouse Football Club. Primero, validó la legalidad de la decisión del 30 de abril de 2020 sobre la interrupción inmediata de los Campeonatos, además que validó las modalidades de clasificación a torneos internacionales para la temporada 2020-2021. Con respecto a una tercera medida, decretó la suspensión del descenso a la Ligue 2 de los equipos Amiens Sporting Club y Toulouse Football Club, y dictaminó que la LFP debería volver a examinar junto a la Federación Francesa de Fútbol la cuestión del formato de la Ligue 1 para la temporada 2020-2021 antes del 30 de junio de 2020, y decidir, si se celebraría un torneo de 22 equipos para esta temporada. Finalmente, la asamblea general de la LFP el 23 de junio de 2020, votó con 74% de los sufragios por mantener el formato de 20 equipos.

## Equipos participantes

### Ascensos y descensos
Lorient y Lens fueron ascendidos de la Ligue 2 2019-2020. Después de que la corte francesa dictara inicialmente que la temporada continuaría con 22 equipos, el descenso de Amiens y Toulouse a la Ligue 2 2020-21 se confirmó el 23 de junio de 2020, después de un voto de la LFP.
| Pos. | A la Ligue 2 Nota 1 |
| ---- | ------------------- |
| 19.º | Amiens SC           |
| 20.º | Toulouse FC         |

| Pos. | A la Ligue 1 |
| ---- | ------------ |
| 1.º  | FC Lorient   |
| 2.º  | RC Lens      |

Nota 1 : El descenso de estos equipos fue suspendido el 9 de junio de 2020 por orden judicial del consejo de Estado. Sin embargo, luego de una asamblea general de la Ligue de Football Professionnel que decidió mantener el formato de 20 equipos y rechazar uno de 22, fue ratificado el descenso de estos clubes el 23 de junio de 2020.

### Información de los equipos
| Equipo                    | Ciudad        | Estadio                  | Capacidad | Entrenador           | Capitán           | Proveedor      | Patrocinador                            |
| ------------------------- | ------------- | ------------------------ | --------- | -------------------- | ----------------- | -------------- | --------------------------------------- |
| A.S. Monaco               | Mónaco        | Stade Louis II           | 18 525    | Niko Kovač           | Wissam Ben Yedder | Kappa          | Fedcom                                  |
| A.S. Saint-Étienne        | Saint-Étienne | Stade Geoffroy-Guichard  | 41 965    | Claude Puel          | Loïc Perrin       | Le Coq Sportif | Aesio                                   |
| Angers S.C.O.             | Angers        | Stade Raymond Kopa       | 17 835    | Stéphane Moulin      | Ismaël Traoré     | Kappa          | Scania, Bodet                           |
| Dijon F.C.O.              | Dijon         | Stade Gaston Gérard      | 18 376    | David Linarès        | Júlio Tavares     | Lotto          | Roger Martin, Suez                      |
| F.C. Girondins de Burdeos | Burdeos       | Matmut Atlantique        | 42 115    | Jean-Louis Gasset    | Benoît Costil     | Adidas         | Groupe Sweetcom, Bistro Régent, Winamax |
| F. C. Lorient             | Lorient       | Stade du Moustoir        | 18 500    | Christophe Pélissier | Fabien Lemoine    | Kappa          | Jean Floc'h                             |
| F. C. Metz                | Metz          | Stade Saint-Symphorien   | 25 636    | Frédéric Antonetti   | Renaud Cohade     | Kappa          | Moselle                                 |
| F.C. Nantes               | Nantes        | Stade de la Beaujoire    | 37 473    | Antoine Kombouaré    | Abdoulaye Touré   | Macron         | Synergie                                |
| Lille O. S. C.            | Lille         | Stade Pierre-Mauroy      | 50 157    | Christophe Galtier   | José Fonte        | New Balance    | Vero Moda                               |
| Montpellier Hérault S.C.  | Montpellier   | Stade de la Mosson       | 32 939    | Michel Der Zakarian  | Vitorino Hilton   | Nike           | Sud de France                           |
| Nîmes Olympique F.C.      | Nimes         | Stade des Costières      | 18 482    | Pascal Plancque      | Féthi Harek       | Puma           | Hectare                                 |
| Olympique de Lyon         | Lyon          | Groupama Stadium         | 59.186    | Rudi García          | Memphis Depay     | Adidas         | Hyundai, Veolia                         |
| Olympique de Marsella     | Marsella      | Orange Vélodrome         | 67.394    | Jorge Sampaoli       | Steve Mandanda    | Puma           | Uber Eats                               |
| O.G.C. Niza               | Niza          | Allianz Riviera          | 35 624    | Adrien Ursea         | Dante Bonfim      | Macron         | Mutuelles du Soleil                     |
| París Saint-Germain       | París         | Parc des Princes         | 48 712    | Mauricio Pochettino  | Marquinhos        | Nike           | Accor                                   |
| Racing Estrasburgo        | Estrasburgo   | Stade de la Meinau       | 29 230    | Thierry Laurey       | Stefan Mitrović   | Adidas         | ÉS Énergies, CroisiEurope               |
| Racing Lens               | Lens          | Estadio Bollaert-Delelis | 41 809    | Franck Haise         | Walid Mesloub     | Macron         | PMU, Auchan                             |
| Stade Brest 29            | Brest         | Stade Francis-Le Blé     | 15 097    | Olivier Dall'Oglio   | Gaëtan Belaud     | Nike           | Quéguiner, Yaourts Malo                 |
| Stade de Reims            | Reims         | Stade Auguste Delaune    | 21 684    | David Guion          | Marvin Martin     | Umbro          | Emporio Armani                          |
| Stade Rennes F.C.         | Rennes        | Roazhon Park             | 29 778    | Bruno Génésio        | Damien Da Silva   | Puma           | Samsic                                  |

### Cambios de entrenadores
| Equipo                | Entrenador (Jornadas)     | Fecha de vacante        | Tipo de salida     | Posición en la tabla | Entrenador entrante         | Fecha de nombramiento   |
| --------------------- | ------------------------- | ----------------------- | ------------------ | -------------------- | --------------------------- | ----------------------- |
| F. C. Metz            | Vincent Hognon (1-6)      | 12 de octubre de 2020   | Mutuo acuerdo      | 15.º                 | Frédéric Antonetti (7-38)   | 12 de octubre de 2020   |
| O.G.C. Niza           | Patrick Vieira (1-12)     | 4 de diciembre de 2020  | Despedido          | 11.º                 | Adrien Ursea (13-38)        | 4 de diciembre de 2020  |
| Dijon FCO             | Stéphane Jobard (1-10)    | 5 de noviembre de 2020  | Despedido          | 20.º                 | David Linarès (11-38)       | 6 de noviembre de 2020  |
| F.C. Nantes           | Christian Gourcuff (1-13) | 8 de diciembre de 2020  | Mutuo acuerdo      | 14.º                 | Patrick Collot (14-17)      | 8 de diciembre de 2020  |
| F.C. Nantes           | Patrick Collot (14-17)    | 26 de diciembre de 2020 | Fin de interinidad | 16.º                 | Raymond Domenech (18-24)    | 26 de diciembre de 2020 |
| París Saint-Germain   | Thomas Tuchel (1-17)      | 29 de diciembre de 2020 | Despedido          | 3.º                  | Mauricio Pochettino (18-38) | 2 de enero de 2021      |
| Olympique de Marsella | André Villas-Boas (1-22)  | 2 de febrero de 2021    | Dimisión           | 9.º                  | Nasser Larguet (23-28)      | 3 de febrero de 2021    |
| Nîmes Olympique F.C.  | Jérôme Arpinon (1-23)     | 5 de febrero de 2021    | Despedido          | 20.º                 | Pascal Plancque (24-38)     | 5 de febrero de 2021    |
| F.C. Nantes           | Raymond Domenech (18-24)  | 11 de febrero de 2021   | Despedido          | 18.º                 | Antoine Kombouaré (25-38)   | 11 de febrero de 2021   |
| Olympique de Marsella | Nasser Larguet (23-28)    | 26 de febrero de 2021   | Fin de interinidad | 7.º                  | Jorge Sampaoli (29-38)      | 26 de febrero de 2021   |
| Stade Rennes F.C.     | Julien Stéphan (1-27)     | 1 de marzo de 2021      | Dimisión           | 9.º                  | Philippe Bizeul (28)        | 1 de marzo de 2021      |
| Stade Rennes F.C.     | Philippe Bizeul (28)      | 4 de marzo de 2021      | Fin de interinidad | 10.º                 | Bruno Génésio (29-38)       | 4 de marzo de 2021      |

### Equipos por Región histórica, Território histórico o Departamento
| Región histórica o Departamento | N.º | Equipos                                    |
| ------------------------------- | --- | ------------------------------------------ |
| Bretaña                         | 3   | FC Lorient, Stade Rennes y Stade Brestois  |
| Occitania                       | 2   | Montpellier Hérault S.C. y Nîmes Olympique |
| País del Loira                  | 2   | Angers SCO y FC Nantes                     |
| Alta Francia                    | 2   | RC Lens y Lille OSC                        |
| Loira                           | 1   | Saint-Étienne                              |
| Metrópoli de Lyon               | 1   | Olympique de Lyon                          |
| Bocas del Ródano                | 1   | Olympique de Marsella                      |
| Alpes Marítimos                 | 1   | OGC Niza                                   |
| Alsacia                         | 1   | Racing Estrasburgo                         |
| Côte-d'Or                       | 1   | Dijon FCO                                  |
| Marne                           | 1   | Stade de Reims                             |
| Isla de Francia                 | 1   | París Saint-Germain                        |
| Lorena                          | 1   | FC Metz                                    |
| Mónaco                          | 1   | AS Mónaco                                  |
| Gironda                         | 1   | Girondins de Bordeaux                      |

## Competición

### Reglamento
A partir de la temporada 2020-2021, los criterios de desempate atravesaron varias modificaciones con el propósito de dar más importancia a las confrontaciones directas. Por lo tanto los criterios en orden son:
1. Mayor número de puntos;
2. Mayor diferencia de gol general ;
3. Mayor número de puntos en confrontaciones directas;
4. Mayor diferencia de gol particular;
5. Mayor número de goles en confrontaciones directas;
6. Mayor número de goles de visitante en confrontaciones directas;
7. Mayor número de goles marcados;
8. Mayor número de goles marcados de visitante;
9. Mayor número de goles marcados en un solo partido;
10. Mejor clasificación en "fair play" (1 punto por amarilla, 3 puntos por roja).

## Clasificación
| Pos. | Equipo                 | Pts. | PJ | G  | E  | P  | GF | GC | Dif. | Clasificación 2021–22                           |
| ---- | ---------------------- | ---- | -- | -- | -- | -- | -- | -- | ---- | ----------------------------------------------- |
| 1    | Lille OSC (C)          | 83   | 38 | 24 | 11 | 3  | 64 | 23 | +41  | Fase de grupos de la Liga de Campeones          |
| 2    | París Saint-Germain    | 82   | 38 | 26 | 4  | 8  | 86 | 28 | +58  | Fase de grupos de la Liga de Campeones          |
| 3    | AS Mónaco              | 78   | 38 | 24 | 6  | 8  | 76 | 42 | +34  | Tercera ronda de la Liga de Campeones           |
| 4    | Olympique de Lyon      | 76   | 38 | 22 | 10 | 6  | 81 | 43 | +38  | Fase de grupos de la Liga Europa                |
| 5    | Olympique de Marsella  | 60   | 38 | 16 | 12 | 10 | 54 | 47 | +7   | Fase de grupos de la Liga Europa                |
| 6    | Stade Rennes           | 58   | 38 | 16 | 10 | 12 | 52 | 40 | +12  | Ronda de Play-Off de la Liga Europa Conferencia |
| 7    | RC Lens                | 57   | 38 | 15 | 12 | 11 | 55 | 54 | +1   |                                                 |
| 8    | Montpellier Hérault SC | 54   | 38 | 14 | 12 | 12 | 60 | 62 | −2   |                                                 |
| 9    | OGC Niza               | 52   | 38 | 15 | 7  | 16 | 50 | 53 | −3   |                                                 |
| 10   | FC Metz                | 47   | 38 | 12 | 11 | 15 | 44 | 48 | −4   |                                                 |
| 11   | AS Saint-Étienne       | 46   | 38 | 12 | 10 | 16 | 42 | 54 | −12  |                                                 |
| 12   | Girondins de Burdeos   | 45   | 38 | 13 | 6  | 19 | 42 | 56 | −14  |                                                 |
| 13   | Angers SCO             | 44   | 38 | 12 | 8  | 18 | 40 | 58 | −18  |                                                 |
| 14   | Stade de Reims         | 42   | 38 | 9  | 15 | 14 | 42 | 50 | −8   |                                                 |
| 15   | Racing Estrasburgo     | 42   | 38 | 11 | 9  | 18 | 49 | 58 | −9   |                                                 |
| 16   | FC Lorient             | 42   | 38 | 11 | 9  | 18 | 50 | 68 | −18  |                                                 |
| 17   | Stade Brest            | 41   | 38 | 11 | 8  | 19 | 50 | 66 | −16  |                                                 |
| 18   | FC Nantes (O)          | 40   | 38 | 9  | 13 | 16 | 47 | 55 | −8   | Play-offs de promoción de categoría             |
| 19   | Nîmes Olympique (D)    | 35   | 38 | 9  | 8  | 21 | 40 | 71 | −31  | Descenso de categoría                           |
| 20   | Dijon FCO (D)          | 21   | 38 | 4  | 9  | 25 | 25 | 74 | −49  | Descenso de categoría                           |

Actualizado a los partidos jugados el 23 de mayo de 2021.
 Fuente: Ligue 1

### Evolución de la clasificación
| Equipo                | 01  | 02  | 03 | 04 | 05 | 06 | 07 | 08  | 09   | 10   | 11  | 12  | 13  | 14  | 15  | 16  | 17  | 18  | 19  | 20  | 21  | 22  | 23  | 24  | 25  | 26 | 27 | 28 | 29 | 30 | 31 | 32 | 33 | 34 | 35 | 36 | 37 | 38 |
| --------------------- | --- | --- | -- | -- | -- | -- | -- | --- | ---- | ---- | --- | --- | --- | --- | --- | --- | --- | --- | --- | --- | --- | --- | --- | --- | --- | -- | -- | -- | -- | -- | -- | -- | -- | -- | -- | -- | -- | -- |
| Lille OSC             | 7   | 6   | 4  | 5  | 2  | 2  | 1  | 2   | 2    | 2    | 2   | 2   | 2   | 1   | 1   | 1   | 2   | 3   | 3   | 2   | 2   | 1   | 1   | 1   | 1   | 1  | 1  | 1  | 1  | 2  | 1  | 1  | 1  | 1  | 1  | 1  | 1  | 1  |
| PSG                   | 15* | 17* | 15 | 8  | 7  | 4  | 2  | 1   | 1    | 1    | 1   | 1   | 1   | 3   | 2   | 3   | 3   | 2   | 2   | 1   | 1   | 3   | 3   | 3   | 2   | 3  | 2  | 2  | 2  | 1  | 2  | 2  | 2  | 2  | 2  | 2  | 2  | 2  |
| AS Mónaco             | 5   | 3   | 3  | 6  | 5  | 6  | 8  | 12  | 8    | 6    | 4   | 4   | 5   | 6   | 8   | 7   | 6   | 6   | 4   | 4   | 4   | 4   | 4   | 4   | 4   | 4  | 4  | 4  | 4  | 4  | 3  | 3  | 3  | 3  | 3  | 3  | 3  | 3  |
| Olympique de Lyon     | 13* | 8*  | 11 | 12 | 11 | 14 | 9  | 6   | 6    | 5    | 3   | 3   | 3   | 2   | 3   | 2   | 1   | 1   | 1   | 3   | 3   | 2   | 2   | 2   | 3   | 2  | 3  | 3  | 3  | 3  | 4  | 4  | 4  | 4  | 4  | 4  | 4  | 4  |
| Olympique de Marsella | 14* | 10* | 8  | 7  | 9  | 10 | 6  | 4   | 5*   | 4*   | 6** | 6** | 4** | 4** | 4** | 4** | 5** | 5** | 6** | 6*  | 6*  | 9** | 9** | 9** | 6*  | 7* | 7* | 6  | 5  | 6  | 6  | 6  | 6  | 6  | 6  | 5  | 5  | 5  |
| Stade Rennais         | 8   | 4   | 2  | 2  | 1  | 1  | 3  | 3   | 3    | 3    | 7   | 7   | 9   | 8   | 6   | 5   | 4   | 4   | 5   | 5   | 5   | 5*  | 5*  | 5*  | 5*  | 8* | 9* | 10 | 8  | 7  | 7  | 7  | 7  | 7  | 7  | 7  | 7  | 6  |
| RC Lens               | 17  | 12  | 7  | 4  | 6  | 3  | 5  | 7*  | 10** | 11** | 8*  | 9*  | 8*  | 9*  | 7*  | 8*  | 7*  | 8*  | 9*  | 7   | 9   | 7   | 7   | 6   | 7   | 5  | 6  | 5  | 6  | 5  | 5  | 5  | 5  | 5  | 5  | 6  | 6  | 7  |
| Montpellier HSC       | 12* | 15* | 5  | 3  | 3  | 5  | 7  | 11  | 9    | 7    | 5   | 5   | 6   | 5   | 5   | 6   | 8   | 9   | 8   | 11  | 11  | 11  | 11  | 11  | 9   | 9  | 8  | 8  | 9  | 8  | 8  | 8  | 8  | 8  | 8  | 8  | 8  | 8  |
| OGC Niza              | 3   | 1   | 6  | 10 | 10 | 8  | 4  | 5   | 4    | 8    | 9*  | 11* | 11* | 12* | 11* | 13* | 12* | 13* | 13* | 14* | 12* | 13* | 14* | 13* | 14  | 16 | 12 | 11 | 12 | 11 | 10 | 9  | 10 | 10 | 10 | 9  | 9  | 9  |
| FC Metz               | 11* | 16* | 18 | 17 | 17 | 15 | 14 | 10  | 7    | 10   | 10  | 12  | 13  | 13  | 12  | 10  | 10  | 11  | 12  | 10  | 8   | 6   | 6   | 7   | 8   | 6  | 5  | 7  | 7  | 9  | 9  | 10 | 9  | 9  | 9  | 10 | 10 | 10 |
| AS Saint-Étienne      | 16* | 9*  | 1  | 1  | 4  | 7  | 10 | 13  | 13   | 15   | 16  | 15  | 15  | 15  | 14  | 14  | 14  | 14  | 16  | 16  | 16  | 16  | 16  | 15  | 15  | 14 | 16 | 16 | 16 | 16 | 15 | 13 | 13 | 14 | 12 | 11 | 11 | 11 |
| Girondins de Burdeos  | 10  | 2   | 10 | 13 | 12 | 9  | 12 | 9   | 12   | 12   | 12  | 13  | 10  | 11  | 13  | 12  | 13  | 12  | 10  | 9   | 7   | 10  | 10  | 10  | 11  | 11 | 11 | 15 | 11 | 13 | 14 | 15 | 16 | 16 | 15 | 15 | 14 | 12 |
| Angers SCO            | 4   | 13  | 9  | 11 | 8  | 12 | 11 | 8   | 11   | 9    | 11  | 8   | 7   | 7   | 9   | 9   | 9   | 7   | 7   | 8   | 10  | 8   | 8   | 8   | 10  | 10 | 10 | 9  | 10 | 10 | 11 | 11 | 12 | 12 | 13 | 12 | 12 | 13 |
| Stade de Reims        | 6   | 14  | 17 | 19 | 19 | 19 | 19 | 19  | 15   | 16   | 17  | 17  | 18  | 19  | 17  | 17  | 15  | 15  | 14  | 15  | 14  | 12  | 12  | 14  | 13  | 13 | 13 | 12 | 13 | 12 | 12 | 12 | 11 | 11 | 11 | 13 | 13 | 14 |
| Racing Estrasburgo    | 19  | 19  | 20 | 18 | 18 | 18 | 18 | 18  | 19   | 19   | 19  | 19  | 17  | 16  | 15  | 16  | 17  | 16  | 15  | 13  | 15  | 15  | 15  | 16  | 16  | 15 | 15 | 14 | 15 | 15 | 13 | 14 | 14 | 15 | 16 | 16 | 15 | 15 |
| FC Lorient            | 2   | 11  | 14 | 16 | 16 | 17 | 17 | 17  | 16   | 17   | 18  | 18  | 19  | 17  | 18  | 19  | 18  | 19  | 19  | 20* | 19* | 18* | 18* | 17* | 17* | 19 | 17 | 17 | 17 | 17 | 17 | 17 | 17 | 17 | 17 | 17 | 17 | 16 |
| Stade Brestois        | 20  | 20  | 16 | 9  | 13 | 11 | 13 | 14  | 14   | 13   | 13  | 10  | 12  | 10  | 10  | 11  | 11  | 10  | 11  | 12  | 13  | 14  | 13  | 12  | 12  | 12 | 14 | 13 | 14 | 14 | 16 | 16 | 15 | 13 | 14 | 14 | 16 | 17 |
| FC Nantes             | 9   | 5   | 12 | 14 | 15 | 16 | 15 | 15* | 17*  | 14*  | 14  | 14  | 14  | 14  | 16  | 15  | 16  | 17  | 17  | 17  | 17  | 17  | 17  | 18  | 18  | 18 | 19 | 19 | 18 | 19 | 19 | 19 | 19 | 18 | 18 | 18 | 18 | 18 |
| Nîmes OFC             | 1   | 7   | 13 | 15 | 14 | 13 | 16 | 16  | 18   | 18   | 15  | 16  | 16  | 18  | 19  | 18  | 20  | 20  | 20  | 18  | 20* | 20* | 20* | 20* | 19* | 17 | 18 | 18 | 19 | 18 | 18 | 18 | 18 | 19 | 19 | 19 | 19 | 19 |
| Dijon FCO             | 18  | 18  | 19 | 20 | 20 | 20 | 20 | 20  | 20   | 20   | 20  | 20  | 20  | 20  | 20  | 20  | 19  | 18  | 18  | 19* | 18  | 19  | 19  | 19  | 20  | 20 | 20 | 20 | 20 | 20 | 20 | 20 | 20 | 20 | 20 | 20 | 20 | 20 |

Notas:

* Indica la posición del equipo con un partido pendiente.

** Indica la posición del equipo con dos partidos pendientes.

## Resultados
Los horarios corresponden al huso horario de Francia (Hora central europea): UTC+1 en horario estándar y UTC+2 en horario de verano

### Primera vuelta
| Girondins de Burdeos  | 0 - 0 | Nantes             | Stade Matmut Atlantique | 21 de agosto     | 19:00 |
| Dijon                 | 0 - 1 | Angers             | Stade Gaston Gérard     | 22 de agosto     | 19:00 |
| Lille                 | 1 - 1 | Stade Rennais      | Stade Pierre-Mauroy     | 22 de agosto     | 21:00 |
| Mónaco                | 2 - 2 | Stade de Reims     | Stade Louis II          | 23 de agosto     | 13:00 |
| Lorient               | 3 - 1 | Racing Estrasburgo | Stade du Moustoir       | 23 de agosto     | 15:00 |
| Nîmes                 | 4 - 0 | Stade Brestois     | Stade des Costières     | 23 de agosto     | 15:00 |
| Nice                  | 2 - 1 | Lens               | Allianz Riviera         | 23 de agosto     | 17:00 |
| Montpellier           | 2 - 1 | Olympique de Lyon  | Stade de la Mosson      | 15 de septiembre | 21:00 |
| París Saint-Germain   | 1 - 0 | Metz               | Parc des Princes        | 16 de septiembre | 21:00 |
| Olympique de Marsella | 0 - 2 | Saint-Étienne      | Orange Vélodrome        | 17 de septiembre | 21:00 |

| Olympique de Lyon  | 4 - 1 | Dijon                 | Groupama Stadium        | 28 de agosto     | 21:00 |
| Stade Rennais      | 2 - 1 | Montpellier           | Roazhon Park            | 29 de agosto     | 17:00 |
| Racing Estrasburgo | 0 - 2 | Nice                  | Stade de la Meinau      | 29 de agosto     | 21:00 |
| Stade de Reims     | 0 - 1 | Lille                 | Stade Auguste Delaune   | 30 de agosto     | 13:00 |
| Angers             | 0 - 2 | Girondins de Burdeos  | Stade Raymond Kopa      | 30 de agosto     | 15:00 |
| Metz               | 0 - 1 | Mónaco                | Stade Saint-Symphorien  | 30 de agosto     | 15:00 |
| Nantes             | 2 - 1 | Nîmes                 | Stade de la Beaujoire   | 30 de agosto     | 15:00 |
| Saint-Étienne      | 2 - 0 | Lorient               | Stade Geoffroy-Guichard | 30 de agosto     | 15:00 |
| Stade Brestois     | 2 - 3 | Olympique de Marsella | Stade Francis-Le Blé    | 30 de agosto     | 21:00 |
| Lens               | 1 - 0 | París Saint-Germain   | Stade Bollaert-Delelis  | 10 de septiembre | 21:00 |

| Girondins de Burdeos | 0 - 0 | Olympique de Lyon     | Stade Matmut Atlantique | 11 de septiembre | 21:00 |
| Montpellier          | 3 - 1 | Nice                  | Stade de la Mosson      | 12 de septiembre | 17:00 |
| Saint-Étienne        | 2 - 0 | Racing Estrasburgo    | Stade Geoffroy-Guichard | 12 de septiembre | 21:00 |
| Lille                | 1 - 0 | Metz                  | Stade Pierre-Mauroy     | 13 de septiembre | 13:00 |
| Angers               | 1 - 0 | Stade de Reims        | Stade Raymond Kopa      | 13 de septiembre | 15:00 |
| Dijon                | 0 - 2 | Stade Brestois        | Stade Gaston Gérard     | 13 de septiembre | 15:00 |
| Lorient              | 2 - 3 | Lens                  | Stade du Moustoir       | 13 de septiembre | 15:00 |
| Nîmes                | 2 - 4 | Stade Rennais         | Stade des Costières     | 13 de septiembre | 15:00 |
| Mónaco               | 2 - 1 | Nantes                | Stade Louis II          | 13 de septiembre | 17:00 |
| París Saint-Germain  | 0 - 1 | Olympique de Marsella | Parc des Princes        | 13 de septiembre | 21:00 |

| Olympique de Lyon     | 0 - 0 | Nîmes                | Groupama Stadium       | 18 de septiembre | 21:00 |
| Lens                  | 2 - 1 | Girondins de Burdeos | Stade Bollaert-Delelis | 19 de septiembre | 17:00 |
| Stade Rennais         | 2 - 1 | Mónaco               | Roazhon Park           | 19 de septiembre | 21:00 |
| Nice                  | 0 - 3 | París Saint-Germain  | Allianz Riviera        | 20 de septiembre | 13:00 |
| Stade Brestois        | 3 - 2 | Lorient              | Stade Francis-Le Blé   | 20 de septiembre | 15:00 |
| Metz                  | 2 - 1 | Stade de Reims       | Stade Saint-Symphorien | 20 de septiembre | 15:00 |
| Montpellier           | 4 - 1 | Angers               | Stade de la Mosson     | 20 de septiembre | 15:00 |
| Racing Estrasburgo    | 1 - 0 | Dijon                | Stade de la Meinau     | 20 de septiembre | 15:00 |
| Nantes                | 2 - 2 | Saint-Étienne        | Stade de la Beaujoire  | 20 de septiembre | 17:00 |
| Olympique de Marsella | 1 - 1 | Lille                | Orange Vélodrome       | 20 de septiembre | 21:00 |

| Lille                 | 2 - 0 | Nantes              | Stade Pierre-Mauroy     | 25 de septiembre | 21:00 |
| Saint-Étienne         | 0 - 3 | Stade Rennais       | Stade Geoffroy-Guichard | 26 de septiembre | 17:00 |
| Olympique de Marsella | 1 - 1 | Metz                | Orange Vélodrome        | 26 de septiembre | 21:00 |
| Girondins de Burdeos  | 0 - 0 | Nice                | Stade Matmut Atlantique | 27 de septiembre | 13:00 |
| Angers                | 3 - 2 | Stade Brestois      | Stade Raymond Kopa      | 27 de septiembre | 15:00 |
| Dijon                 | 2 - 2 | Montpellier         | Stade Gaston Gérard     | 27 de septiembre | 15:00 |
| Mónaco                | 3 - 2 | Racing Estrasburgo  | Stade Louis II          | 27 de septiembre | 15:00 |
| Nîmes                 | 1 - 1 | Lens                | Stade des Costières     | 27 de septiembre | 15:00 |
| Lorient               | 1 - 1 | Olympique de Lyon   | Stade du Moustoir       | 27 de septiembre | 17:00 |
| Stade de Reims        | 0 - 2 | París Saint-Germain | Stade Auguste Delaune   | 27 de septiembre | 21:00 |

| París Saint-Germain  | 6 - 1 | Angers                | Parc des Princes        | 2 de octubre | 21:00 |
| Lens                 | 2 - 0 | Saint-Étienne         | Stade Bollaert-Delelis  | 3 de octubre | 17:00 |
| Niza                 | 2 - 1 | Nantes                | Allianz Riviera         | 3 de octubre | 21:00 |
| Montpellier          | 0 - 1 | Nîmes                 | Stade de la Mosson      | 4 de octubre | 15:00 |
| Girondins de Burdeos | 3 - 0 | Dijon                 | Stade Matmut Atlantique | 4 de octubre | 15:00 |
| Stade Brestois       | 1 - 0 | Mónaco                | Stade Francis-Le Blé    | 4 de octubre | 15:00 |
| Metz                 | 3 - 1 | Lorient               | Stade Saint-Symphorien  | 4 de octubre | 15:00 |
| Racing Estrasburgo   | 0 - 3 | Lille                 | Stade de la Meinau      | 4 de octubre | 15:00 |
| Stade Rennais        | 2 - 2 | Stade de Reims        | Roazhon Park            | 4 de octubre | 17:00 |
| Olympique de Lyon    | 1 - 1 | Olympique de Marsella | Groupama Stadium        | 4 de octubre | 21:00 |

| Dijon                 | 1 - 1 | Stade Rennais        | Stade Gaston Gérard     | 16 de octubre | 19:00 |
| Nîmes                 | 0 - 4 | París Saint-Germain  | Stade des Costières     | 16 de octubre | 21:00 |
| Stade de Reims        | 1 - 3 | Lorient              | Stade Auguste Delaune   | 17 de octubre | 17:00 |
| Olympique de Marsella | 3 - 1 | Girondins de Burdeos | Orange Vélodrome        | 17 de octubre | 21:00 |
| Racing Estrasburgo    | 2 - 3 | Olympique de Lyon    | Stade de la Meinau      | 18 de octubre | 13:00 |
| Angers                | 1 - 1 | Metz                 | Stade Raymond Kopa      | 18 de octubre | 15:00 |
| Mónaco                | 1 - 1 | Montpellier          | Stade Louis II          | 18 de octubre | 15:00 |
| Nantes                | 3 - 1 | Stade Brestois       | Stade de la Beaujoire   | 18 de octubre | 15:00 |
| Saint-Étienne         | 1 - 3 | Niza                 | Stade Geoffroy-Guichard | 18 de octubre | 18:00 |
| Lille                 | 4 - 0 | Lens                 | Stade Pierre-Mauroy     | 18 de octubre | 21:00 |

| Stade Rennais        | 1 - 2 | Angers                | Roazhon Park            | 23 de octubre   | 21:00 |
| Lorient              | 0 - 1 | Olympique de Marsella | Stade du Moustoir       | 24 de octubre   | 17:00 |
| París Saint-Germain  | 4 - 0 | Dijon                 | Parc des Princes        | 24 de octubre   | 21:00 |
| Girondins de Burdeos | 2 - 0 | Nîmes                 | Stade Matmut Atlantique | 25 de octubre   | 15:00 |
| Stade Brestois       | 0 - 3 | Racing Estrasburgo    | Stade Francis-Le Blé    | 25 de octubre   | 15:00 |
| Metz                 | 2 - 0 | Saint-Étienne         | Stade Saint-Symphorien  | 25 de octubre   | 15:00 |
| Montpellier          | 0 - 4 | Stade de Reims        | Stade de la Mosson      | 25 de octubre   | 15:00 |
| Niza                 | 1 - 1 | Lille                 | Allianz Riviera         | 25 de octubre   | 17:00 |
| Olympique de Lyon    | 4 - 1 | Mónaco                | Groupama Stadium        | 25 de octubre   | 21:00 |
| Lens                 | 1 - 1 | Nantes                | Stade Bollaert-Delelis  | 25 de noviembre | 19:00 |

| Stade Rennais         | 2 - 1 | Stade Brestois       | Roazhon Park            | 31 de octubre  | 17:00 |
| Nantes                | 0 - 3 | París Saint-Germain  | Stade de la Beaujoire   | 31 de octubre  | 21:00 |
| Saint-Étienne         | 0 - 1 | Montpellier          | Stade Geoffroy-Guichard | 1 de noviembre | 13:00 |
| Angers                | 0 - 3 | Niza                 | Stade Raymond Kopa      | 1 de noviembre | 15:00 |
| Dijon                 | 0 - 0 | Lorient              | Stade Gaston Gérard     | 1 de noviembre | 15:00 |
| Nîmes                 | 0 - 1 | Metz                 | Stade des Costières     | 1 de noviembre | 15:00 |
| Stade de Reims        | 2 - 1 | Racing Estrasburgo   | Stade Auguste Delaune   | 1 de noviembre | 15:00 |
| Mónaco                | 4 - 0 | Girondins de Burdeos | Stade Louis II          | 1 de noviembre | 17:00 |
| Lille                 | 1 - 1 | Olympique de Lyon    | Stade Pierre-Mauroy     | 1 de noviembre | 21:00 |
| Olympique de Marsella | 0 - 1 | Lens                 | Orange Vélodrome        | 20 de enero    | 21:00 |

| Racing Estrasburgo   | 0 - 1 | Olympique de Marsella | Stade de la Meinau      | 6 de noviembre | 21:00 |
| Girondins de Burdeos | 0 - 2 | Montpellier           | Stade Matmut Atlantique | 7 de noviembre | 17:00 |
| París Saint-Germain  | 3 - 0 | Stade Rennais         | Parc des Princes        | 7 de noviembre | 21:00 |
| Stade Brestois       | 3 - 2 | Lille                 | Stade Francis-Le Blé    | 8 de noviembre | 13:00 |
| Lens                 | 4 - 4 | Stade de Reims        | Stade Bollaert-Delelis  | 8 de noviembre | 15:00 |
| Lorient              | 0 - 2 | Nantes                | Stade du Moustoir       | 8 de noviembre | 15:00 |
| Metz                 | 1 - 1 | Dijon                 | Stade Saint-Symphorien  | 8 de noviembre | 15:00 |
| Nîmes                | 1 - 5 | Angers                | Stade des Costières     | 8 de noviembre | 15:00 |
| Niza                 | 1 - 2 | Mónaco                | Allianz Riviera         | 8 de noviembre | 17:00 |
| Olympique de Lyon    | 2 - 1 | Saint-Étienne         | Groupama Stadium        | 8 de noviembre | 21:00 |

| Stade Rennais         | 0 - 1 | Girondins de Burdeos | Roazhon Park          | 20 de noviembre | 19:00 |
| Mónaco                | 3 - 2 | París Saint-Germain  | Stade Louis II        | 20 de noviembre | 21:00 |
| Stade Brestois        | 4 - 1 | Saint-Étienne        | Stade Francis-Le Blé  | 21 de noviembre | 17:00 |
| Nantes                | 1 - 1 | Metz                 | Stade de la Beaujoire | 22 de noviembre | 13:00 |
| Dijon                 | 0 - 1 | Lens                 | Stade Gaston Gérard   | 22 de noviembre | 15:00 |
| Montpellier           | 4 - 3 | Racing Estrasburgo   | Stade de la Mosson    | 22 de noviembre | 15:00 |
| Stade de Reims        | 0 - 1 | Nîmes                | Stade Auguste Delaune | 22 de noviembre | 15:00 |
| Angers                | 0 - 1 | Olympique de Lyon    | Stade Raymond Kopa    | 22 de noviembre | 17:00 |
| Lille                 | 4 - 0 | Lorient              | Stade Pierre-Mauroy   | 22 de noviembre | 21:00 |
| Olympique de Marsella | 3 - 1 | Niza                 | Orange Vélodrome      | 17 de febrero   | 21:00 |

| Racing Estrasburgo    | 1 - 1 | Stade Rennais       | Stade de la Meinau      | 27 de noviembre | 21:00 |
| Olympique de Marsella | 3 - 1 | Nantes              | Orange Vélodrome        | 28 de noviembre | 17:00 |
| París Saint-Germain   | 2 - 2 | Girondis de Burdeos | Parc des Princes        | 28 de noviembre | 21:00 |
| Olympique de Lyon     | 3 - 0 | Stade de Reims      | Groupama Stadium        | 29 de noviembre | 13:00 |
| Lens                  | 1 - 3 | Angers              | Stade Bollaert-Delelis  | 29 de noviembre | 15:00 |
| Lorient               | 0 - 1 | Montpellier         | Stade du Moustoir       | 29 de noviembre | 15:00 |
| Metz                  | 0 - 2 | Stade Brestois      | Stade Saint-Symphorien  | 29 de noviembre | 15:00 |
| Mónaco                | 3 - 0 | Nîmes               | Stade Louis II          | 29 de noviembre | 15:00 |
| Niza                  | 1 - 3 | Dijon               | Allianz Riviera         | 29 de noviembre | 17:00 |
| Saint-Étienne         | 1 - 1 | Lille               | Stade Geoffroy-Guichard | 29 de noviembre | 21:00 |

| Nîmes                | 0 - 2                                                         | Olympique de Marsella | Stade Saint-Symphorien  | 4 de diciembre | 21:00 |
| Stade Rennais        | 0 - 2                                                         | Lens                  | Roazhon Park            | 5 de diciembre | 17:00 |
| Montpellier          | 1 - 3                                                         | París Saint-Germain   | Stade de la Mosson      | 5 de diciembre | 21:00 |
| Lille                | 2 - 1                                                         | Mónaco                | Stade Pierre-Mauroy     | 6 de diciembre | 13:00 |
| Angers               | 2 - 0                                                         | Lorient               | Stade Raymond Kopa      | 6 de diciembre | 15:00 |
| Girondins de Burdeos | 1 - 0                                                         | Stade Brestois        | Stade Matmut Atlantique | 6 de diciembre | 15:00 |
| Dijon                | 0 - 0                                                         | Saint-Étienne         | Stade Gaston Gérard     | 6 de diciembre | 15:00 |
| Nantes               | 0 - 4 Archivado el 4 de diciembre de 2020 en Wayback Machine. | Racing Estrasburgo    | Stade de la Beaujoire   | 6 de diciembre | 15:00 |
| Stade de Reims       | 0 - 0                                                         | Niza                  | Stade Auguste Delaune   | 6 de diciembre | 17:00 |
| Metz                 | 1 - 3 Archivado el 5 de diciembre de 2020 en Wayback Machine. | Olympique de Lyon     | Stade des Costières     | 6 de diciembre | 21:00 |

| Saint-Étienne         | 0 - 0 | Angers               | Stade Geoffroy-Guichard | 11 de diciembre | 21:00 |
| Olympique de Marsella | 2 - 1 | Mónaco               | Orange Vélodrome        | 12 de diciembre | 17:00 |
| Lens                  | 2 - 3 | Montpellier          | Stade Bollaert-Delelis  | 12 de diciembre | 21:00 |
| Niza                  | 0 - 1 | Stade Rennais        | Allianz Riviera         | 13 de diciembre | 13:00 |
| Stade Brestois        | 2 - 1 | Stade de Reims       | Stade Francis-Le Blé    | 13 de diciembre | 15:00 |
| Lorient               | 3 - 0 | Nîmes                | Stade du Moustoir       | 13 de diciembre | 15:00 |
| Nantes                | 1 - 1 | Dijon                | Stade de la Beaujoire   | 13 de diciembre | 15:00 |
| Racing Estrasburgo    | 2 - 2 | Metz                 | Stade de la Meinau      | 13 de diciembre | 15:00 |
| Lille                 | 2 - 1 | Girondins de Burdeos | Stade Pierre-Mauroy     | 13 de diciembre | 17:00 |
| París Saint-Germain   | 0 - 1 | Olympique de Lyon    | Parc des Princes        | 13 de diciembre | 21:00 |

| Angers               | 0 - 2 | Racing Estrasburgo    | Stade Raymond Kopa      | 16 de diciembre | 19:00 |
| Dijon                | 0 - 2 | Lille                 | Stade Gaston Gérard     | 16 de diciembre | 19:00 |
| Montpellier          | 0 - 2 | Metz                  | Stade de la Mosson      | 16 de diciembre | 19:00 |
| Nîmes                | 0 - 2 | Niza                  | Stade Saint-Symphorien  | 16 de diciembre | 19:00 |
| Stade de Reims       | 3 - 2 | Nantes                | Stade Auguste Delaune   | 16 de diciembre | 19:00 |
| Girondins de Burdeos | 1 - 2 | Saint-Étienne         | Stade Matmut Atlantique | 16 de diciembre | 21:00 |
| Olympique de Lyon    | 2 - 2 | Stade Brestois        | Groupama Stadium        | 16 de diciembre | 21:00 |
| Mónaco               | 0 - 3 | Lens                  | Stade Louis II          | 16 de diciembre | 21:00 |
| París Saint-Germain  | 2 - 0 | Lorient               | Parc des Princes        | 16 de diciembre | 21:00 |
| Stade Rennais        | 2 - 1 | Olympique de Marsella | Roazhon Park            | 16 de diciembre | 21:00 |

| Metz                  | 2 - 0 | Lens                 | Stade des Costières     | 19 de diciembre | 17:00 |
| Olympique de Marsella | 1 - 1 | Stade de Reims       | Orange Vélodrome        | 19 de diciembre | 19:00 |
| Niza                  | 1 - 4 | Olympique de Lyon    | Allianz Riviera         | 19 de diciembre | 21:00 |
| Stade Brestois        | 2 - 2 | Montpellier          | Stade Francis-Le Blé    | 20 de diciembre | 13:00 |
| Dijon                 | 0 - 1 | Mónaco               | Stade Gaston Gérard     | 20 de diciembre | 15:00 |
| Nantes                | 1 - 1 | Angers               | Stade de la Beaujoire   | 20 de diciembre | 15:00 |
| Saint-Étienne         | 2 - 2 | Nîmes                | Stade Geoffroy-Guichard | 20 de diciembre | 15:00 |
| Racing Estrasburgo    | 0 - 2 | Girondins de Burdeos | Stade de la Meinau      | 20 de diciembre | 15:00 |
| Lorient               | 0 - 3 | Stade Rennais        | Stade du Moustoir       | 20 de diciembre | 17:00 |
| Lille                 | 0 - 0 | París Saint-Germain  | Stade Pierre-Mauroy     | 20 de diciembre | 21:00 |

| Girondins de Burdeos | 1 - 3 | Stade de Reims        | Stade Matmut Atlantique | 23 de diciembre | 19:00 |
| Lens                 | 2 - 1 | Stade Brestois        | Stade Bollaert-Delelis  | 23 de diciembre | 19:00 |
| Niza                 | 2 - 2 | Lorient               | Allianz Riviera         | 23 de diciembre | 19:00 |
| Nîmes                | 1 - 3 | Dijon                 | Stade Saint-Symphorien  | 23 de diciembre | 19:00 |
| Stade Rennais        | 1 - 0 | Metz                  | Roazhon Park            | 23 de diciembre | 19:00 |
| Angers               | 2 - 1 | Olympique de Marsella | Stade Raymond Kopa      | 23 de diciembre | 21:00 |
| Olympique de Lyon    | 3 - 0 | Nantes                | Groupama Stadium        | 23 de diciembre | 21:00 |
| Mónaco               | 2 - 2 | Saint-Étienne         | Stade Louis II          | 23 de diciembre | 21:00 |
| Montpellier          | 2 - 3 | Lille                 | Stade de la Mosson      | 23 de diciembre | 21:00 |
| París Saint-Germain  | 4 - 0 | Racing Estrasburgo    | Parc des Princes        | 23 de diciembre | 21:00 |

| Stade Brestois        | 2 - 0 | Niza                 | Stade Francis-Le Blé    | 6 de enero | 19:00 |
| Lorient               | 2 - 5 | Mónaco               | Stade du Moustoir       | 6 de enero | 19:00 |
| Metz                  | 0 - 0 | Girondins de Burdeos | Stade des Costières     | 6 de enero | 19:00 |
| Nantes                | 0 - 0 | Stade Rennais        | Stade de la Beaujoire   | 6 de enero | 19:00 |
| Racing Estrasburgo    | 5 - 0 | Nîmes                | Stade de la Meinau      | 6 de enero | 19:00 |
| Lille                 | 1 - 2 | Angers               | Stade Pierre-Mauroy     | 6 de enero | 21:00 |
| Olympique de Lyon     | 3 - 2 | Lens                 | Groupama Stadium        | 6 de enero | 21:00 |
| Olympique de Marsella | 3 - 1 | Montpellier          | Orange Vélodrome        | 6 de enero | 21:00 |
| Stade de Reims        | 0 - 0 | Dijon                | Stade Auguste Delaune   | 6 de enero | 21:00 |
| Saint-Étienne         | 1 - 1 | París Saint-Germain  | Stade Geoffroy-Guichard | 6 de enero | 21:00 |

| Girondins de Burdeos | 2 - 1 | Lorient               | Stade Matmut Atlantique | 9 de enero | 21:00 |
| Dijon                | 0 - 0 | Olympique de Marsella | Stade Gaston Gérard     | 9 de enero | 21:00 |
| Lens                 | 0 - 1 | Racing Estrasburgo    | Stade Bollaert-Delelis  | 9 de enero | 21:00 |
| Metz                 | 1 - 1 | Niza                  | Stade des Costières     | 9 de enero | 21:00 |
| Mónaco               | 3 - 0 | Angers                | Stade Louis II          | 9 de enero | 21:00 |
| Montpellier          | 1 - 1 | Nantes                | Stade de la Mosson      | 9 de enero | 21:00 |
| Nîmes                | 0 - 1 | Lille                 | Stade Saint-Symphorien  | 9 de enero | 21:00 |
| París Saint-Germain  | 3 - 0 | Stade Brestois        | Parc des Princes        | 9 de enero | 21:00 |
| Stade de Reims       | 3 - 1 | Saint-Étienne         | Stade Auguste Delaune   | 9 de enero | 21:00 |
| Stade Rennais        | 2 - 2 | Olympique de Lyon     | Roazhon Park            | 9 de enero | 21:00 |

### Segunda vuelta
| Montpellier           | 2 - 3 | Mónaco               | Stade de la Mosson    | 15 de enero | 21:00 |
| Olympique de Marsella | 1 - 2 | Nîmes                | Orange Vélodrome      | 16 de enero | 17:00 |
| Angers                | 0 - 1 | París Saint-Germain  | Stade Raymond Kopa    | 16 de enero | 21:00 |
| Stade Brestois        | 1 - 2 | Stade Rennais        | Stade Francis-Le Blé  | 17 de enero | 13:00 |
| Nantes                | 1 - 1 | Lens                 | Stade de la Beaujoire | 17 de enero | 15:00 |
| Niza                  | 0 - 3 | Girondins de Burdeos | Allianz Riviera       | 17 de enero | 15:00 |
| Racing Estrasburgo    | 1 - 0 | Saint-Étienne        | Stade de la Meinau    | 17 de enero | 15:00 |
| Lille                 | 2 - 1 | Stade de Reims       | Stade Pierre-Mauroy   | 17 de enero | 17:00 |
| Olympique de Lyon     | 0 - 1 | Metz                 | Groupama Stadium      | 17 de enero | 21:00 |
| Lorient               | 3 - 2 | Dijon                | Stade du Moustoir     | 27 de enero | 21:00 |

| París Saint-Germain  | 4 - 0 | Montpellier           | Parc des Princes        | 22 de enero   | 21:00 |
| Lens                 | 0 - 1 | Niza                  | Stade Bollaert-Delelis  | 23 de enero   | 17:00 |
| Mónaco               | 3 - 1 | Olympique de Marsella | Stade Louis II          | 23 de enero   | 21:00 |
| Girondins de Burdeos | 2 - 1 | Angers                | Stade Matmut Atlantique | 24 de enero   | 13:00 |
| Dijon                | 1 - 1 | Racing Estrasburgo    | Stade Gaston Gérard     | 24 de enero   | 15:00 |
| Metz                 | 2 - 0 | Nantes                | Stade Saint-Symphorien  | 24 de enero   | 15:00 |
| Stade de Reims       | 1 - 0 | Stade Brestois        | Stade Auguste Delaune   | 24 de enero   | 15:00 |
| Stade Rennais        | 0 - 1 | Lille                 | Roazhon Park            | 24 de enero   | 17:00 |
| Saint-Étienne        | 0 - 5 | Olympique de Lyon     | Stade Geoffroy-Guichard | 24 de enero   | 21:00 |
| Nîmes                | 1 - 0 | Lorient               | Stade des Costières     | 24 de febrero | 21:00 |

| Olympique de Lyon     | 2 - 1 | Girondins de Burdeos | Groupama Stadium      | 29 de enero | 21:00 |
| Montpellier           | 1 - 2 | Lens                 | Stade de la Mosson    | 30 de enero | 17:00 |
| Niza                  | 0 - 1 | Saint-Étienne        | Allianz Riviera       | 31 de enero | 13:00 |
| Angers                | 3 - 1 | Nîmes                | Stade Raymond Kopa    | 31 de enero | 15:00 |
| Stade Brestois        | 2 - 4 | Metz                 | Stade Francis-Le Blé  | 31 de enero | 15:00 |
| Lorient               | 3 - 2 | París Saint-Germain  | Stade du Moustoir     | 31 de enero | 15:00 |
| Racing Estrasburgo    | 0 - 1 | Stade de Reims       | Stade de la Meinau    | 31 de enero | 15:00 |
| Lille                 | 1 - 0 | Dijon                | Stade Pierre-Mauroy   | 31 de enero | 17:00 |
| Nantes                | 1 - 2 | Mónaco               | Stade de la Beaujoire | 31 de enero | 21:00 |
| Olympique de Marsella | 1 - 0 | Stade Rennais        | Orange Vélodrome      | 10 de marzo | 19:00 |

| Girondins de Burdeos | 0 - 3 | Lille                 | Stade Matmut Atlantique | 3 de febrero | 19:00 |
| Metz                 | 1 - 1 | Montpellier           | Stade Saint-Symphorien  | 3 de febrero | 19:00 |
| Stade de Reims       | 0 - 0 | Angers                | Stade Auguste Delaune   | 3 de febrero | 19:00 |
| Stade Rennais        | 1 - 1 | Lorient               | Roazhon Park            | 3 de febrero | 19:00 |
| Racing Estrasburgo   | 2 - 2 | Stade Brestois        | Stade de la Meinau      | 3 de febrero | 19:00 |
| Dijon                | 0 - 1 | Olympique de Lyon     | Stade Gaston Gérard     | 3 de febrero | 21:00 |
| Lens                 | 2 - 2 | Olympique de Marsella | Stade Bollaert-Delelis  | 3 de febrero | 21:00 |
| Mónaco               | 2 - 1 | Niza                  | Stade Louis II          | 3 de febrero | 21:00 |
| París Saint-Germain  | 3 - 0 | Nîmes                 | Parc des Princes        | 3 de febrero | 21:00 |
| Saint-Étienne        | 1 - 1 | Nantes                | Stade Geoffroy-Guichard | 3 de febrero | 21:00 |

| Lorient               | 1 - 0 | Stade de Reims       | Stade du Moustoir       | 6 de febrero | 17:00 |
| Olympique de Lyon     | 3 - 0 | Racing Estrasburgo   | Groupama Stadium        | 6 de febrero | 19:00 |
| Lens                  | 0 - 0 | Stade Rennais        | Stade Bollaert-Delelis  | 6 de febrero | 21:00 |
| Stade Brestois        | 2 - 1 | Girondins de Burdeos | Stade Francis-Le Blé    | 7 de febrero | 13:00 |
| Montpellier           | 4 - 2 | Dijon                | Stade de la Mosson      | 7 de febrero | 15:00 |
| Niza                  | 3 - 0 | Angers               | Allianz Riviera         | 7 de febrero | 15:00 |
| Nîmes                 | 3 - 4 | Mónaco               | Stade des Costières     | 7 de febrero | 15:00 |
| Saint-Étienne         | 1 - 0 | Metz                 | Stade Geoffroy-Guichard | 7 de febrero | 15:00 |
| Nantes                | 0 - 2 | Lille                | Stade de la Beaujoire   | 7 de febrero | 17:00 |
| Olympique de Marsella | 0 - 2 | París Saint-Germain  | Orange Vélodrome        | 7 de febrero | 21:00 |

| París Saint-Germain  | 2 - 1 | Niza                  | Parc des Princes        | 13 de febrero | 17:00 |
| Stade de Reims       | 1 - 1 | Lens                  | Stade Saint-Symphorien  | 13 de febrero | 19:00 |
| Olympique de Lyon    | 1 - 2 | Montpellier           | Groupama Stadium        | 13 de febrero | 21:00 |
| Mónaco               | 2 - 2 | Lorient               | Stade Louis II          | 14 de febrero | 13:00 |
| Angers               | 1 - 3 | Nantes                | Stade Raymond Kopa      | 14 de febrero | 15:00 |
| Dijon                | 0 - 2 | Nîmes                 | Stade Gaston Gérard     | 14 de febrero | 15:00 |
| Metz                 | 1 - 2 | Racing Estrasburgo    | Stade Auguste Delaune   | 14 de febrero | 15:00 |
| Stade Rennais        | 0 - 2 | Saint-Étienne         | Roazhon Park            | 14 de febrero | 15:00 |
| Lille                | 0 - 0 | Stade Brestois        | Stade Pierre-Mauroy     | 14 de febrero | 17:00 |
| Girondins de Burdeos | 0 - 0 | Olympique de Marsella | Stade Matmut Atlantique | 14 de febrero | 21:00 |

| Stade Brestois      | 2 - 3 | Olympique de Lyon     | Stade Francis-Le Blé    | 19 de febrero | 21:00 |
| Saint-Étienne       | 1 - 1 | Stade de Reims        | Stade Geoffroy-Guichard | 20 de febrero | 13:00 |
| Nantes              | 1 - 1 | Olympique de Marsella | Stade de la Beaujoire   | 20 de febrero | 17:00 |
| Montpellier         | 2 - 1 | Stade Rennais         | Stade de la Mosson      | 21 de febrero | 13:00 |
| Lens                | 2 - 1 | Dijon                 | Stade Bollaert-Delelis  | 21 de febrero | 15:00 |
| Niza                | 1 - 2 | Metz                  | Allianz Riviera         | 21 de febrero | 15:00 |
| Nîmes               | 2 - 0 | Girondins de Burdeos  | Stade des Costières     | 21 de febrero | 15:00 |
| Racing Estrasburgo  | 0 - 0 | Angers                | Stade de la Meinau      | 21 de febrero | 15:00 |
| Lorient             | 1 - 4 | Lille                 | Stade du Moustoir       | 21 de febrero | 17:05 |
| París Saint-Germain | 0 - 2 | Mónaco                | Parc des Princes        | 21 de febrero | 21:00 |

| Stade Rennais         | 1 - 2 | Niza                | Roazhon Park            | 26 de febrero | 21:00 |
| Girondins de Burdeos  | 1 - 2 | Metz                | Stade Matmut Atlantique | 27 de febrero | 13:00 |
| Dijon                 | 0 - 4 | París Saint-Germain | Stade Gaston Gérard     | 27 de febrero | 17:00 |
| Mónaco                | 2 - 0 | Stade Brestois      | Stade Louis II          | 28 de febrero | 13:00 |
| Angers                | 2 - 2 | Lens                | Stade Raymond Kopa      | 28 de febrero | 15:00 |
| Lorient               | 2 - 1 | Saint-Étienne       | Stade du Moustoir       | 28 de febrero | 15:00 |
| Nîmes                 | 1 - 1 | Nantes              | Stade des Costières     | 28 de febrero | 15:00 |
| Stade de Reims        | 0 - 0 | Montpellier         | Stade Saint-Symphorien  | 28 de febrero | 15:00 |
| Lille                 | 1 - 1 | Racing Estrasburgo  | Stade Pierre-Mauroy     | 28 de febrero | 17:00 |
| Olympique de Marsella | 1 - 1 | Olympique de Lyon   | Orange Vélodrome        | 28 de febrero | 21:00 |

| Stade Brestois       | 3 - 1 | Dijon                 | Stade Francis-Le Blé    | 3 de marzo | 19:00 |
| Olympique de Lyon    | 1 - 0 | Stade Rennais         | Groupama Stadium        | 3 de marzo | 19:00 |
| Metz                 | 0 - 1 | Angers                | Stade Auguste Delaune   | 3 de marzo | 19:00 |
| Niza                 | 2 - 1 | Nîmes                 | Allianz Riviera         | 3 de marzo | 19:00 |
| Saint-Étienne        | 2 - 3 | Lens                  | Stade Geoffroy-Guichard | 3 de marzo | 19:00 |
| Girondins de Burdeos | 0 - 1 | París Saint-Germain   | Stade Matmut Atlantique | 3 de marzo | 21:00 |
| Lille                | 2 - 0 | Olympique de Marsella | Stade Pierre-Mauroy     | 3 de marzo | 21:00 |
| Montpellier          | 1 - 1 | Lorient               | Stade de la Mosson      | 3 de marzo | 21:00 |
| Nantes               | 1 - 2 | Stade de Reims        | Stade de la Beaujoire   | 3 de marzo | 21:00 |
| Racing Estrasburgo   | 1 - 0 | Mónaco                | Stade de la Meinau      | 3 de marzo | 21:00 |

| Stade de Reims        | 1 - 1 | Olympique de Lyon    | Stade Saint-Symphorien | 12 de marzo | 21:00 |
| Angers                | 0 - 1 | Saint-Étienne        | Stade Raymond Kopa     | 13 de marzo | 13:00 |
| Olympique de Marsella | 3 - 1 | Stade Brestois       | Orange Vélodrome       | 13 de marzo | 17:00 |
| Nîmes                 | 1 - 1 | Montpellier          | Stade des Costières    | 14 de marzo | 13:00 |
| Dijon                 | 1 - 3 | Girondins de Burdeos | Stade Gaston Gérard    | 14 de marzo | 15:00 |
| Lens                  | 2 - 2 | Metz                 | Stade Bollaert-Delelis | 14 de marzo | 15:00 |
| Lorient               | 1 - 1 | Niza                 | Stade du Moustoir      | 14 de marzo | 15:00 |
| Stade Rennais         | 1 - 0 | Racing Estrasburgo   | Roazhon Park           | 14 de marzo | 15:00 |
| Mónaco                | 0 - 0 | Lille                | Stade Louis II         | 14 de marzo | 17:05 |
| París Saint-Germain   | 1 - 2 | Nantes               | Parc des Princes       | 14 de marzo | 21:00 |

| Saint-Étienne      | 0 - 4 | Mónaco                | Stade Geoffroy-Guichard | 19 de marzo | 21:00 |
| Metz               | 1 - 3 | Stade Rennais         | Stade Auguste Delaune   | 20 de marzo | 13:00 |
| Niza               | 3 - 0 | Olympique de Marsella | Allianz Riviera         | 20 de marzo | 17:00 |
| Racing Estrasburgo | 1 - 2 | Lens                  | Stade de la Meinau      | 21 de marzo | 13:00 |
| Stade Brestois     | 0 - 0 | Angers                | Stade Francis-Le Blé    | 21 de marzo | 15:00 |
| Dijon              | 0 - 1 | Stade de Reims        | Stade Gaston Gérard     | 21 de marzo | 15:00 |
| Montpellier        | 3 - 1 | Girondins de Burdeos  | Stade de la Mosson      | 21 de marzo | 15:00 |
| Nantes             | 1 - 1 | Lorient               | Stade de la Beaujoire   | 21 de marzo | 15:00 |
| Lille              | 1 - 2 | Nîmes                 | Stade Pierre-Mauroy     | 21 de marzo | 17:05 |
| Olympique de Lyon  | 2 - 4 | París Saint-Germain   | Groupama Stadium        | 21 de marzo | 21:00 |

| Mónaco                | 4 - 0 | Metz               | Stade Louis II          | 3 de abril | 13:00 |
| París Saint-Germain   | 0 - 1 | Lille              | Parc des Princes        | 3 de abril | 17:00 |
| Lens                  | 1 - 1 | Olympique de Lyon  | Stade Bollaert-Delelis  | 3 de abril | 21:00 |
| Angers                | 1 - 1 | Montpellier        | Stade Raymond Kopa      | 4 de abril | 13:00 |
| Girondins de Burdeos  | 2 - 3 | Racing Estrasburgo | Stade Matmut Atlantique | 4 de abril | 15:00 |
| Lorient               | 1 - 0 | Stade Brestois     | Stade du Moustoir       | 4 de abril | 15:00 |
| Nantes                | 1 - 2 | Niza               | Stade de la Beaujoire   | 4 de abril | 15:00 |
| Stade de Reims        | 2 - 2 | Stade Rennais      | Stade des Costières     | 4 de abril | 15:00 |
| Nîmes                 | 0 - 2 | Saint-Étienne      | Stade des Costières     | 4 de abril | 17:00 |
| Olympique de Marsella | 2 - 0 | Dijon              | Orange Vélodrome        | 4 de abril | 21:00 |

| Metz               | 0 - 2 | Lille                 | Stade Auguste Delaune   | 9 de abril  | 21:00 |
| Racing Estrasburgo | 1 - 4 | París Saint-Germain   | Stade de la Meinau      | 10 de abril | 17:00 |
| Montpellier        | 3 - 3 | Olympique de Marsella | Stade de la Mosson      | 10 de abril | 21:00 |
| Stade Rennais      | 1 - 0 | Nantes                | Roazhon Park            | 11 de abril | 13:00 |
| Stade Brestois     | 1 - 1 | Nîmes                 | Stade Francis-Le Blé    | 11 de abril | 15:00 |
| Lens               | 4 - 1 | Lorient               | Stade Bollaert-Delelis  | 11 de abril | 15:00 |
| Niza               | 0 - 0 | Stade de Reims        | Allianz Riviera         | 11 de abril | 15:00 |
| Saint-Étienne      | 4 - 1 | Girondins de Burdeos  | Stade Geoffroy-Guichard | 11 de abril | 15:00 |
| Mónaco             | 3 - 0 | Dijon                 | Stade Louis II          | 11 de abril | 17:05 |
| Olympique de Lyon  | 3 - 0 | Angers                | Groupama Stadium        | 11 de abril | 21:00 |

| Lille                 | 1 - 1 | Montpellier        | Stade Pierre-Mauroy     | 16 de abril | 21:00 |
| Angers                | 0 - 3 | Stade Rennais      | Stade Raymond Kopa      | 17 de abril | 12:45 |
| Olympique de Marsella | 3 - 2 | Lorient            | Orange Vélodrome        | 17 de abril | 17:00 |
| París Saint-Germain   | 3 - 2 | Saint-Étienne      | Parc des Princes        | 18 de abril | 13:00 |
| Stade Brestois        | 1 - 1 | Lens               | Stade Francis-Le Blé    | 18 de abril | 15:00 |
| Dijon                 | 2 - 0 | Niza               | Stade Gaston Gérard     | 18 de abril | 15:00 |
| Nîmes                 | 1 - 1 | Racing Estrasburgo | Stade des Costières     | 18 de abril | 15:00 |
| Stade de Reims        | 0 - 0 | Metz               | Stade des Costières     | 18 de abril | 15:00 |
| Girondins de Burdeos  | 0 - 3 | Mónaco             | Stade Matmut Atlantique | 18 de abril | 17:05 |
| Nantes                | 1 - 2 | Olympique de Lyon  | Stade de la Beaujoire   | 18 de abril | 21:00 |

| Stade de Reims     | 1 - 3 | Olympique de Marsella | Stade des Costières     | 23 de abril | 21:00 |
| Saint-Étienne      | 1 - 2 | Stade Brestois        | Stade Geoffroy-Guichard | 24 de abril | 13:00 |
| Metz               | 1 - 3 | París Saint-Germain   | Stade Auguste Delaune   | 24 de abril | 17:00 |
| Niza               | 3 - 1 | Montpellier           | Allianz Riviera         | 25 de abril | 13:00 |
| Lens               | 2 - 1 | Nîmes                 | Stade Bollaert-Delelis  | 25 de abril | 15:00 |
| Lorient            | 4 - 1 | Girondins de Burdeos  | Stade du Moustoir       | 25 de abril | 15:00 |
| Stade Rennais      | 5 - 1 | Dijon                 | Roazhon Park            | 25 de abril | 15:00 |
| Racing Estrasburgo | 1 - 2 | Nantes                | Stade de la Meinau      | 25 de abril | 15:00 |
| Angers             | 0 - 1 | Mónaco                | Stade Raymond Kopa      | 25 de abril | 17:05 |
| Olympique de Lyon  | 2 - 3 | Lille                 | Groupama Stadium        | 25 de abril | 21:00 |

| Olympique de Marsella | 1 - 1 | Racing Estrasburgo | Orange Vélodrome        | 30 de abril | 21:00 |
| París Saint-Germain   | 2 - 1 | Lens               | Parc des Princes        | 1 de mayo   | 17:00 |
| Lille                 | 2 - 0 | Niza               | Stade Pierre-Mauroy     | 1 de mayo   | 21:00 |
| Girondins de Burdeos  | 1 - 0 | Stade Rennais      | Stade Matmut Atlantique | 2 de mayo   | 13:00 |
| Stade Brestois        | 1 - 4 | Nantes             | Stade Francis-Le Blé    | 2 de mayo   | 15:00 |
| Dijon                 | 1 - 5 | Metz               | Stade Gaston Gérard     | 2 de mayo   | 15:00 |
| Lorient               | 2 - 0 | Angers             | Stade du Moustoir       | 2 de mayo   | 15:00 |
| Nîmes                 | 2 - 2 | Stade de Reims     | Stade des Costières     | 2 de mayo   | 15:00 |
| Montpellier           | 1 - 2 | Saint-Étienne      | Stade de la Mosson      | 2 de mayo   | 17:05 |
| Mónaco                | 2 - 3 | Olympique de Lyon  | Stade Louis II          | 2 de mayo   | 21:00 |

| Lens               | 0 - 3 | Lille                 | Stade Bollaert-Delelis  | 7 de mayo | 21:00 |
| Nantes             | 3 - 0 | Girondins de Burdeos  | Stade de la Beaujoire   | 8 de mayo | 13:00 |
| Olympique de Lyon  | 4 - 1 | Lorient               | Groupama Stadium        | 8 de mayo | 17:00 |
| Saint-Étienne      | 1 - 0 | Olympique de Marsella | Stade Geoffroy-Guichard | 9 de mayo | 13:00 |
| Angers             | 3 - 0 | Dijon                 | Stade Raymond Kopa      | 9 de mayo | 15:00 |
| Metz               | 0 - 3 | Nîmes                 | Stade Auguste Delaune   | 9 de mayo | 15:00 |
| Niza               | 3 - 2 | Stade Brestois        | Allianz Riviera         | 9 de mayo | 15:00 |
| Racing Estrasburgo | 2 - 3 | Montpellier           | Stade de la Meinau      | 9 de mayo | 15:00 |
| Stade de Reims     | 0 - 1 | Mónaco                | Stade des Costières     | 9 de mayo | 17:05 |
| Stade Rennais      | 1 - 1 | París Saint-Germain   | Roazhon Park            | 9 de mayo | 21:00 |

| Girondins de Burdeos  | 3 - 0 | Lens               | Stade Matmut Atlantique | 16 de mayo | 21:00 |
| Dijon                 | 0 - 4 | Nantes             | Stade Gaston Gérard     | 16 de mayo | 21:00 |
| Lille                 | 0 - 0 | Saint-Étienne      | Stade Pierre-Mauroy     | 16 de mayo | 21:00 |
| Lorient               | 2 - 1 | Metz               | Stade du Moustoir       | 16 de mayo | 21:00 |
| Olympique de Marsella | 3 - 2 | Angers             | Orange Vélodrome        | 16 de mayo | 21:00 |
| Mónaco                | 2 - 1 | Stade Rennais      | Stade Louis II          | 16 de mayo | 21:00 |
| Montpellier           | 0 - 0 | Stade Brestois     | Stade de la Mosson      | 16 de mayo | 21:00 |
| Niza                  | 0 - 2 | Racing Estrasburgo | Allianz Riviera         | 16 de mayo | 21:00 |
| Nîmes                 | 2 - 5 | Olympique de Lyon  | Stade des Costières     | 16 de mayo | 21:00 |
| París Saint-Germain   | 4 - 0 | Stade de Reims     | Parc des Princes        | 16 de mayo | 21:00 |

| Angers             | 1 - 2 | Lille (C)             | Stade Raymond Kopa      | 23 de mayo | 21:00 |
| Stade Brestois     | 0 - 2 | París Saint-Germain   | Stade Francis-Le Blé    | 23 de mayo | 21:00 |
| Lens               | 0 - 0 | Mónaco                | Stade Bollaert-Delelis  | 23 de mayo | 21:00 |
| Olympique de Lyon  | 2 - 3 | Niza                  | Groupama Stadium        | 23 de mayo | 21:00 |
| Metz               | 1 - 1 | Olympique de Marsella | Stade Auguste Delaune   | 23 de mayo | 21:00 |
| Nantes             | 1 - 2 | Montpellier           | Stade de la Beaujoire   | 23 de mayo | 21:00 |
| Stade de Reims     | 1 - 2 | Girondins de Burdeos  | Stade des Costières     | 23 de mayo | 21:00 |
| Stade Rennais      | 2 - 0 | Nîmes                 | Roazhon Park            | 23 de mayo | 21:00 |
| Saint-Étienne      | 0 - 1 | Dijon                 | Stade Geoffroy-Guichard | 23 de mayo | 21:00 |
| Racing Estrasburgo | 1 - 1 | Lorient               | Stade de la Meinau      | 23 de mayo | 21:00 |

### Campeón
| Campeón              |
| Francia              |
| Lille OSC 5.° título |

## Play-Offs Ascenso-Descenso

### Cuadro
|  | Cuartos de final | Cuartos de final | Cuartos de final |                   |   | Semifinal      | Semifinal | Semifinal        |   |   | Final | Final | Final | Final | Final |  |
|  |                  |                  |                  |                   |   |                |           |                  |   |   |       |       |       |       |       |  |
|  |                  |                  |                  |                   |   |                |           |                  |   |   |       |       |       |       |       |  |
|  | 4                | Grenoble Foot    | 2                |                   |   |                |           |                  |   |   |       |       |       |       |       |  |
|  | 4                | Grenoble Foot    | 2                |                   |   |                |           |                  |   |   |       |       |       |       |       |  |
|  | 5                | París F. C.      | 0                |                   |   |                |           |                  |   |   |       |       |       |       |       |  |
|  | 5                | París F. C.      | 0                |                   | 3 | Toulouse F. C. | 3         |                  |   |   |       |       |       |       |       |  |
|  |                  |                  |                  |                   | 3 | Toulouse F. C. | 3         |                  |   |   |       |       |       |       |       |  |
|  |                  |                  | 4                | Grenoble Foot     | 0 |                |           |                  |   |   |       |       |       |       |       |  |
|  |                  |                  | 4                | Grenoble Foot     | 0 |                |           |                  |   |   |       |       |       |       |       |  |
|  |                  |                  |                  |                   |   |                |           |                  |   |   |       |       |       |       |       |  |
|  |                  |                  |                  |                   |   |                |           |                  |   |   |       |       |       |       |       |  |
|  |                  |                  |                  |                   |   |                | 3         | Toulouse F. C.L2 | 1 | 1 | 2     |       |       |       |       |  |
|  |                  |                  |                  |                   |   |                |           |                  | 1 | 1 | 2     |       |       |       |       |  |
|  |                  |                  | 18               | F. C. Nantes (v.) | 2 | 0              | 2         |                  |   |   |       |       |       |       |       |  |
|  |                  |                  | 18               | F. C. Nantes (v.) | 2 | 0              | 2         |                  |   |   |       |       |       |       |       |  |
|  |                  |                  |                  |                   |   |                |           |                  |   |   |       |       |       |       |       |  |
|  |                  |                  |                  |                   |   |                |           |                  |   |   |       |       |       |       |       |  |
|  |                  |                  |                  |                   |   |                |           |                  |   |   |       |       |       |       |       |  |
|  |                  |                  |                  |                   |   |                |           |                  |   |   |       |       |       |       |       |  |
|  |                  |                  |                  |                   |   |                |           |                  |   |   |       |       |       |       |       |  |
|  |                  |                  |                  |                   |   |                |           |                  |   |   |       |       |       |       |       |  |
|  |                  |                  |                  |                   |   |                |           |                  |   |   |       |       |       |       |       |  |
|  |                  |                  |                  |                   |   |                |           |                  |   |   |       |       |       |       |       |  |
|  |                  |                  |                  |                   |   |                |           |                  |   |   |       |       |       |       |       |  |
|  |                  |                  |                  |                   |   |                |           |                  |   |   |       |       |       |       |       |  |

### Primera ronda
| 18 de mayo de 2021 | Grenoble Foot 38      | 2:0 (1:0) | París F. C. | Stade des Alpes, Grenoble                              |                                                        |
| 20:45 CEST         | Anani 8' · Semedo 87' | Reporte   |             | Asistencia: 0 espectadores Árbitro(s): Bastien Depechy | Asistencia: 0 espectadores Árbitro(s): Bastien Depechy |

### Segunda ronda
| 21 de mayo de 2021 | Toulouse F. C.                         | 3:0 (2:0) | Grenoble Foot 38 | Stade de Toulouse, Toulouse                           |                                                       |
| 20:45 CEST         | Spierings 3' · Koné 23' · Healey 90+2' | Reporte   |                  | Asistencia: 0 espectadores Árbitro(s): Amaury Delerue | Asistencia: 0 espectadores Árbitro(s): Amaury Delerue |

### Final
| Ida; 27 de mayo de 2021 | Toulouse F. C. | 1:2 (1:2) | F. C. Nantes               | Stade de Toulouse, Toulouse                            |                                                        |
| 20:45 CEST              | Machado 19'    | Reporte   | Blas 10' · Randal Kolo 22' | Asistencia: 0 espectadores Árbitro(s): Jérémie Pignard | Asistencia: 0 espectadores Árbitro(s): Jérémie Pignard |

| Vuelta; 30 de mayo de 2021 | F. C. Nantes | 0:1 (0:0) | Toulouse F. C. | Estadio de la Beaujoire, Nantes                       |                                                       |
| 18:00 CEST                 |              | Reporte   | Bayo 62'       | Asistencia: 0 espectadores Árbitro(s): Benoît Bastien | Asistencia: 0 espectadores Árbitro(s): Benoît Bastien |

- Global: 2–2. Nantes ganó gracias a los goles de visitante y, por tanto, ambos clubes permanecieron en sus respectivas ligas.

## Estadísticas

### Máximos goleadores
| Kylian Mbappé                            | París Saint-Germain F. C.      | 27 |
| Wissam Ben Yedder                        | A. S. Mónaco F. C.             | 20 |
| Memphis Depay                            | Olympique de Lyon              | 20 |
| Kevin Volland                            | A. S. Mónaco F. C.             | 16 |
| Ludovic Ajorque                          | R. C. Estrasburgo              | 16 |
| Gaëtan Laborde                           | Montpellier Hérault Sport Club | 16 |
| Andy Delort                              | Montpellier H. S. C.           | 15 |
| Karl Toko Ekambi                         | Olympique de Lyon              | 14 |
| Boulaye Dia                              | Stade de Reims                 | 14 |
| Terem Moffi                              | Football Club Lorient          | 14 |
| Moise Kean                               | París Saint-Germain F. C.      | 12 |
| Burak Yılmaz                             | Lille Olympique Sporting Club  | 12 |
| Amine Gouiri                             | O. G. C. Nice                  | 12 |
| Última actualización: 23 de mayo de 2021 |                                |    |

## Premios

### Mejor jugador del mes
| Mes        | Jugador        | Equipo              | Ref. |
| ---------- | -------------- | ------------------- | ---- |
| Septiembre | Ibrahima Niane | FC Metz             |      |
| Octubre    | Jonathan Bamba | Lille OSC           |      |
| Noviembre  | Andy Delort    | Montpellier HSC     |      |
| Diciembre  | Yusuf Yazıcı   | Lille OSC           |      |
| Enero      | Farid Boulaya  | FC Metz             |      |
| Febrero    | Kylian Mbappé  | París Saint-Germain |      |
| Marzo      | Keylor Navas   | París Saint-Germain |      |

### Trofeos UNFP
- Mejor jugador:  Kylian Mbappé
- Mejor portero:  Keylor Navas
- Mejor jugador joven:  Aurélien Tchouaméni
- Mejor entrenador:  Christophe Galtier
- Mejor gol:  Burak Yılmaz (Lille OSC) contra el Lens

- Equipo Ideal de la Liga:

| Portero      | Defensores                                                   | Mediocampistas                                   | Delanteros                                |
| ------------ | ------------------------------------------------------------ | ------------------------------------------------ | ----------------------------------------- |
| Keylor Navas | Jonathan Clauss Marquinhos Presnel Kimpembe Reinildo Mandava | Lucas Paquetá Benjamin André Aurélien Tchouaméni | Memphis Depay Kylian Mbappé Neymar Júnior |